# A macska intelligenciája
A macska intelligenciája mindazon tanulási, gondolkodási, problémamegoldási, logikai és alkalmazkodási képességek összessége, melyekkel a házi macska rendelkezik. A macskák magányos ragadozók, így többet kell gondolkodniuk a zsákmányejtés során, mint a falkában élő állatoknak (például a farkasoknak).[forrás?] Ezen tényező magas szintű intelligenciára enged következtetni.[forrás?]

## Agyméret
Egy átlagos macska agya körülbelül 5 centiméter hosszú és 30 gramm tömegű, míg a teste körülbelül 60 centiméter hosszú és 3,3 kilogramm, Ebből következően az agy hossza mindössze 12-ed része a test hosszának, tömege pedig 1/110 része (0,9%-a) a test tömegének. Ez kevésnek tűnhet, azonban egy átlagos ember agytömege is csak mintegy 2%-a a testtömegének. Emellett pedig érdemes figyelembe venni azt is, hogy nincs egyértelmű bizonyíték az agytömeg és az intelligenciaszint közti összefüggésre. Az agyfelszín területe és az intelligenciaszint azonban arányban áll egymással. A macska agyának felülete körülbelül 83 cm².

## Tanulás
A macska próbálkozások, hibák, felfedezések és utánzás segítségével képes tanulni. A macska számos képességgel születik, mint például a vadászat vagy az alom használata, amelyek azonban gyakorlást igényelnek. Az anyaállat a kölykeit három hetes koruktól a zsákmányállatok segítségével tanítja vadászni, melyeket kezdetben élettelenül, majd később élő állapotban visz eléjük, hogy az utódok láthassák hogyan kell megenni, illetve megölni azokat. A lopakodás, a kúszás és a lerohanás gyakorlására alkalmas a műegér, a cérnaguriga és más macskajátékok. Az alomtálca használatának megtanulásánál a macska ugyancsak részben az anyját, részben pedig az ösztöneit követi, melynek hatására ürüléke elásásával igyekszik eltüntetni a szagnyomait ellenségei elől.
E képességeit jó memóriája segíti, mellyel megtalálhatja például az étkezőhelyét, az alomtálcáját vagy a kedvenc helyeit, felismeri gazdája hangját, a közelében élő állatokat és képes tájékozódni a környezetében. Asszociatív memóriájuk segítségével képesek a felidézett emlékeket összehasonlítani. Norman Maier és Theodore C. Schneirla kutatásai szerint a macskák hosszútávú térbeli emlékezete akár 16 óra után is felidézheti a látottakat, míg a kutyák agya erre csak mintegy 5 percig képes. A dolgozó memória avagy rövidtávú memória terén azonban a kutyák nagyban felülmúlják a macskákat. Egy másik tanulmány szerint a macskák vizuális memóriája a majmokéhoz hasonlítható. Az idősödő macskák emlékezőképessége, az emberekéhez hasonlóan romlik, a feledékenységet fokozhatja egy Alzheimer-kórhoz hasonló macskabetegség is.
Az örömérzet segíti a tanulási folyamatot. Például az állat nevének megtanítására talán a legjobb alkalom az étkezés ideje. Névként ideálisak a két szótagból álló szavak, melyek „a”, „u” vagy „i” magánhangzókat tartalmaznak és „i”-re végződnek.[forrás?]

## Demotiváció
Habár a macskák jól teljesítenek az állatok számára készített intelligenciateszteken és tudáspróbákon, időnként egyértelműen jelzik, hogy mikor van elegük a „játékból”. Figyelmük elkalandozik, a frusztrációt pedig nehezen viselik, rendszerint feladják a próbálkozást vagy véletlenszerű válaszokat adnak, ha a megoldás nem nyilvánvaló vagy nem biztos, hogy jutalmat kapnak érte, illetve ha úgy döntenek, hogy a jutalom nem éri meg a próbálkozást. A természetben élő macska (azaz a vadmacska) is ehhez hasonlóan viselkedik abban az esetben, ha nehezen elejthető zsákmány kerül az útjába. Amennyiben elsőre sikerül jól megoldaniuk egy feladatot, nagyobb valószínűséggel próbálkoznak újra, mint abban az esetben, amikor már az első kísérlet sikertelenül végződik. Ezt nem az intelligencia hiánya okozza, hanem csupán a vadászó állat örökölt viselkedése. A macskák ugyanis megalkuvó módon vadásznak, nem követnek állandósult keresési mintákat, így ha a zsákmány nem tűnik fel két hely közül az elsőn, nem feltétlenül keresik a másikon. Ezzel szemben a keresgélő állatok valamennyi lehetséges élelemforrást ellenőriznek, kezdve azzal, amelyen az általuk leginkább kedvelt táplálék található.

## Eszközhasználat
Bár az eszközhasználat inkább a madarakra és a főemlősökre jellemző, de 1996-ban, San Diegóban megfigyeltek egy esetet, mely során egy macska egy fiókból kiszedett egy nedvszívó hajgumit, melyet a vizes táljába beáztatott, majd benedvesítette vele a szárazeledelét.
Természetesen ez az eset lehetett puszta véletlen is, ki-ki fantáziájára bízva.

## Tájékozódás
Egyedülálló tájékozódási képességük, mely a madarak égitestek és mágneses terek alapján történő tájékozódásához hasonlóan működik, lehetővé teszi, hogy akár több száz kilométeres távolságból is hazataláljanak. Emellett azonban az általuk ismeretlen helyre távozó gazdáikat is tudják követni.[forrás?]

## Érzelmi intelligencia
A kutatók álláspontja nem egységes a macska érzelmi intelligenciáját illetően. Gyakran úgy vélik, csupán kényelmi szempontból kötődik az emberhez, az élelem és a biztonság reményében. Számos macskatartó azonban arra hivatkozik, hogy a macska reagál a hangjukra és az érzelemnyilvánításaikra amely pozitívan hathat az állatra és gazdájára is; amennyiben a helyzet kellemetlenné válik (például hangos vita vagy hisztérikus zokogás esetén – melyek a macskák számára az érzékenyebb hallásuk miatt meglehetősen kellemetlenek), akkor sem feltétlenül menekül egy biztonságosabbnak vélt helyre.

## Intelligencia fajtánként
Az Animal Planet a macskákat átlagos intelligenciájuk alapján 1-10-ig különböző kategóriákba sorolja; melyen 1 a legalacsonyabb és 10 a legmagasabb szintet jelzi. Tudományos vizsgálatot azonban nem végeztek a témával kapcsolatban és az intelligencia fogalmát sem definiálták pontosan, így eredményeik vitathatóak.
Például egyes macskatulajdonosok véleménye szerint a himalája macskák okosabbak a perzsáknál. Norman Auspitz szerint az aktívabb életmódot folytató fajták egyedei intelligensebbek a passzívabb fajtákhoz tartozóknál. Állítása alapján nincs hivatalosan elismert mód a macskák intelligenciájának mérésére, de ha létezne is, meglehetősen emberi mércével mérne, így a témával kapcsolatos jelenlegi megállapítások csupán spekulációknak tekinthetők.

### Az elismert fajták intelligenciája az Animal Planet véleménye alapján
| 1. kategória 2. kategória 3. kategória - Exotic - Himalája 4. kategória - Perzsa 5. kategória 6. kategória - Amerikai rövid szőrű - Birman - Bombay 7. kategória - Abesszin - Amerikai görbefülű - Amerikai drótszőrű - Brit rövid szőrű - Cornish rex - Cymric - Maine Coon - Manx - Ragdoll - Skót lógófülű - Hócipős - Szomáli | 8. kategória - Burmai szent templommacska - Karthauzi - Devon rex - Egyiptomi mau - Japán csonkafarkú - Korat - Norvég erdei macska - Ocicat - Orosz kék - Szibériai - Szingapura - Tonkinéz - Török angóra - Török Van 9. kategória - Balinéz - Bengáli - Colorpoint rövid szőrű - Havanna - Jávai - Keleti rövidszőrű - Sziámi 10. kategória - Szfinx |

## Betanítható trükkök

### Ajtók és ablakok kinyitása
Azon macskák számára, melyek rendszerint a szabadban tartózkodnak vagy valamely okból a házon kívül rekednek, hasznos lehet az ablakok és ajtók kinyitásának megtanulása. A forgókaros ablaknyitók használatával könnyedén kijuthatnak a házból, a visszajutáshoz azonban szükségük lehet egy csapóajtóra. Képesek a szekrényajtók kinyitásának elsajátítására is, mely segítségével élelemhez juthatnak.

### Tárgyak megszerzése nehezen hozzáférhető helyekről
A macskák labdával való játék közben kerülhetnek olyan helyzetbe, amikor játékszerüket egy nehezen hozzáférhető helyről, például egy ágy alól kell kiszedniük. Ilyen esetben a mancsaikkal igyekeznek elérni a tárgyat. Ez a megfigyelés vezetett a laboratóriumi használatra rendszeresített Thorndike-féle dobozok megalkotásához. Ezekből a csapdákból a macska egy sor emelőkar mozgatásával tud kiszabadulni. Kezdetben próbálkozással jön rá a megfelelő sorrendre, majd eltárolja azt a memóriájában. Emlékezete segítségével lerövidítheti a szabaduláshoz szükséges időt abban az esetben is, ha egy újabb dobozba helyezik át. A macska örömmel mászik fel magasan levő helyekre, például a hűtőgép vagy a szekrények tetejére, az oda elhelyezett játékokért is szívesen felmegy. Képes lehet rájönni arra, hogyan szedjen ki ételt egy nagyobb méretű táskából a zárókapocs kinyitásával vagy annak megkerülésével a táska megfelelő méretű nyílásán bejutva. Az étel megszerzésében a kutyával is együttműködhet, például leveri a csomagot vagy dobozt a szekrényről, majd miután a kutya feltépte azt, megosztoznak az ételen.

### Toalett használata

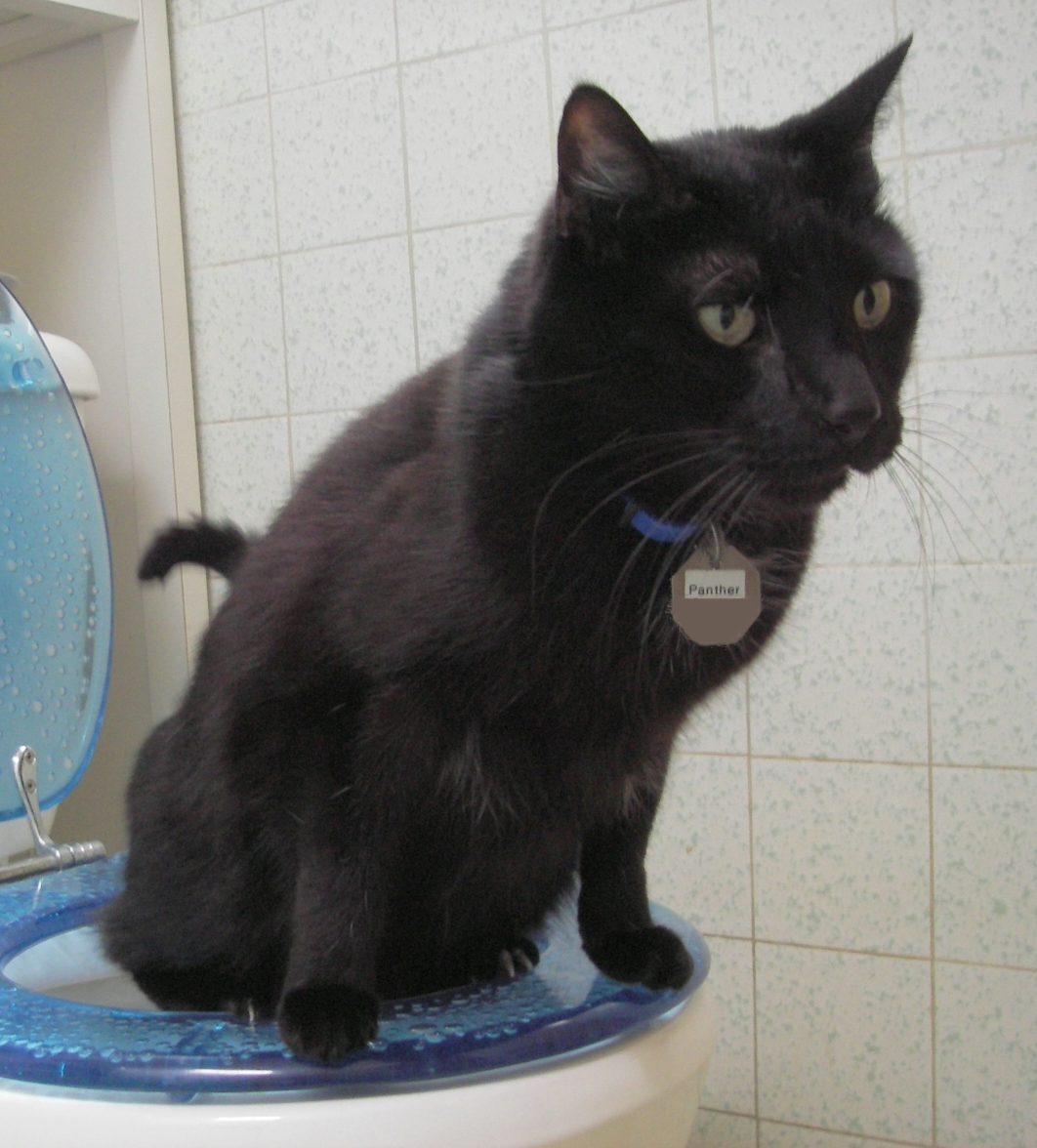
Toaletthez szoktatott macska

Mivel a macskák szaglása érzékeny, igyekeznek vizeletüket és ürüléküket a megszokott tartózkodási helyüktől távol, például a házon kívül elhelyezni. A kölykök hamar rájönnek arra, hogy hogyan alkalmazható az alomtálca, de a macskák betaníthatók az embernek készült toalettek használatára is. Egyesek maguktól jönnek rá ennek mikéntjére, másokat pedig a gazdájuk vagy az anyjuk tanít be.

## Lásd még
- Macska
- Állati intelligencia

## Ajánlott irodalom
- Bergler, Reinhold. Man and Cat: The Benefits of Cat Ownership. Blackwell Scientific Publications (1989)
- Bradshaw, John W S. The Behaviour of the Domestic Cat. C A B International (1992)
- Chesler, Phyllis (1969). „Maternal Influence in Learning by Observation in Kittens”. Science 166 (901-903).
- Hobhouse, L T. Mind in Evolution. MacMillan (1915)
- Turner, Dennis C, and Patrick Bateson. The Domestic Cat: The Biology of Its Behaviour. Cambridge University Press (1988)
- Miles, R C (1958). „Learning In Kittens With Manipulatory, Exploratory And Food Incentives”. Journal of Comparative and Physiological Psychology 51 (39-42).
- Neville, Peter. Claws and Purrs. Sidgwick & Jackson (1992)
- Neville, Peter. Do Cats Need Shrinks. Sidgwick & Jackson (1990)
- Voith, Victoria L (August 1981). „You, Too, Can Teach a Cat Tricks (Examples of Shaping, Second-Order Reinforcement, and Constraints on Learning)”. Modern Veterinary Practice (639-642).